# 익스펜더블 2
익스펜더블 2(The Expendables 2)는 2012년 개봉한 미국의 액션 영화이다.

## 캐스팅
- 제이슨 스테이섬 - 리 크리스마스
- 실베스터 스탤론 - 바니 로스
- 리롄제 - 인양
- 돌프 룬드그렌 - 거너 젠슨
- 척 노리스 - 부커
- 장클로드 반 담 - 빌레인
- 브루스 윌리스 - 처치
- 아널드 슈워제네거 - 트렌치 마우저
- 랜디 커투어 - 톨로드
- 테리 크루스 - 헤일 시저
- 리엄 헴스워스 - 비리 키드" 빌 티먼스
- 스콧 앳킨스 - 헥터
- 위난 - 매기 창